# Culicoides triangulatus
Culicoides triangulatus är en tvåvingeart som beskrevs av Shevchenko 1970. Culicoides triangulatus ingår i släktet Culicoides och familjen svidknott. Inga underarter finns listade i Catalogue of Life.